# Wetteborn (Wüstung)
Wetteborn ist eine Wüstung im Landkreis Harz in Sachsen-Anhalt. Sie liegt nördlich von Danstedt und westlich von Athenstedt.
Am 1. August 1004 wurde Wetteborn in einer Schenkungsurkunde König Heinrichs II. an das Kloster Drübeck als Witeburnun erstmals urkundlich erwähnt. An die frühere Wüstung erinnerte später die Bezeichnung Wetteborner Zoll.